# همه گزارش‌های حقوقی انگلستان

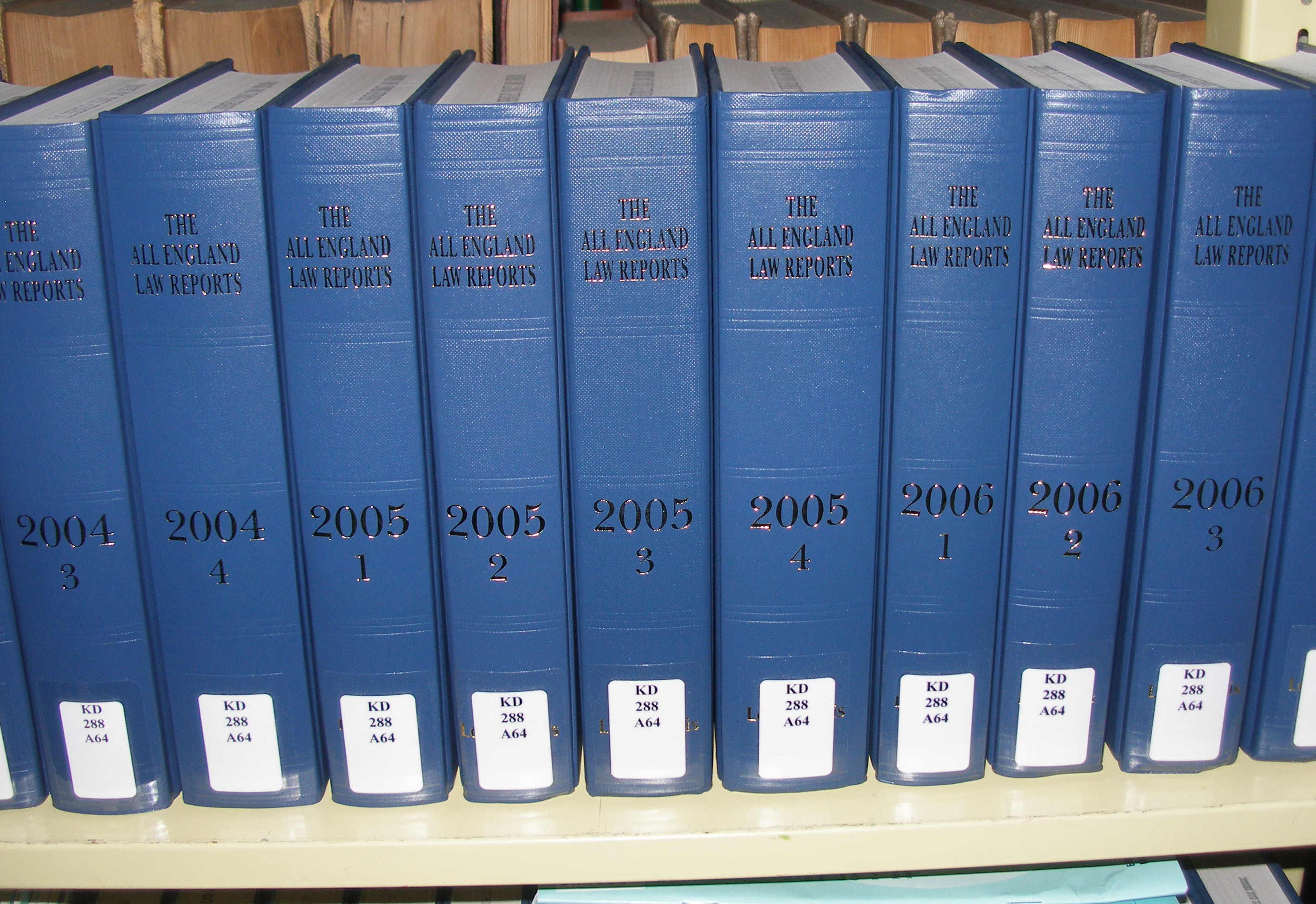
مجموعه گزارش‌های قانون کل انگلستان در یک کتابخانه حقوقی

همه گزارش‌های حقوقی انگلستان (به انگلیسی: All England Law Reports) (به اختصار در استناد به All ER) مجموعه ای کامل از گزارش‌های حقوقی است که پرونده‌های سیستم قضایی در انگلستان و ولز را پوشش می‌دهد.
این مجموعه در سال ۱۹۳۶ آغاز شد، گزارش‌های حقوقی کل انگلستان یک جایگزین تجاری برای گزارش‌های «رسمی» تولید شده توسط شورای گزارش‌دهی حقوقی (تحت عنوان گزارش‌های قانون) است. این گزارش‌ها شامل احکام با سرنوشت‌ها و کلمات کلیدی از مجلس اعیان، هر دو بخش دادگاه استیناف و تمام بخش‌های دادگاه عالی است. این مجموعه حاوی ارجاعات متقابل و پیوندهای فرامتن به سایر موارد و قوانین مربوط به کل انگلستان است که در گزارش ذکر شده‌است.
گزارش‌های کل انگلستان توسط لکسیس‌نکسیسمنتشر شده‌است. مجموعه دومی از گزارش‌ها، با عنوان تجدید چاپ گزارش‌های قانون تمام انگلستان (به انگلیسی: The All England Law Reports Reprint) (All ER Reprints)، با پوشش حدود شش هزار مورد کلیدی از بین سال‌های ۱۵۵۸ و زمانی که انتشار مجموعه‌های کل انگلستان در سال ۱۹۳۶ آغاز شد، منتشر شده‌است. سه هزار پرونده مهم دیگر از دوره ۱۸۶۱–۱۹۳۵ در مجموعه تکمیلی الحاقیه تمام انگلستان تجدید چاپ (به انگلیسی: The All England Reprints Extension) موجود است. سری دوم توسط LexisNexis استرالیا منتشر شده‌است، در حالی که دو سری اول توسط بخش بریتانیا منتشر شده‌است.
دو مجموعه دیگر از گزارش‌ها - گزارش‌های تجاری کل انگلستان و گزارش‌های قانون کل انگلستان (موارد اروپایی) - نیز منتشر شده‌اند. سری اروپایی در سال ۲۰۰۵ متوقف شد.